# Jugoslavien ved OL
Jugoslavien deltog første gang i olympiske lege under Sommer-OL 1920 i Antwerpen, og deltog i samtlige efterfølgende sommerlege til og med Sommer-OL 1988 i Seoul. Jugoslavien deltog i de første vinterlege under Vinter-OL 1924 i Chamonix, og deltog i næsten alle vinterlege undtaget Vinter-OL 1932 i Lake Placid og Vinter-OL 1960 i Squaw Valley. Fra og med Vinter-OL 1992 i Albertville deltog Kroatien og Slovenien som selvstændige lande.
Under Sommer-OL 1992 i Barcelona deltog også Bosnien-Hercegovina som selvstændigt land, mens udøvere fra "rest-Jugoslavien" deltog under olympiske flag som Uafhængig olympisk deltagere. Fra og med Sommer-OL 1996 i Atlanta deltog Makedonien som selvstændig land, mens udøvere fra Serbien og Montenegro deltog som Forbundsrepublikken Jugoslavien til og med Vinter-OL 2002 i Salt Lake City. 
Under Sommer-OL 2004 i Athen og Vinter-OL 2006 i Torino deltog Serbien og Montenegro sammen som Serbien og Montenegro. Under Sommer-OL 2008 i Beijing deltog Montenegro for første gang som selvstændig land, mens Serbien deltog som selvstændig for første gang siden Sommer-OL 1912 i Stockholm. Kosovo skal efter planen deltage som selvstændig land første gang under Sommer-OL 2016 i Rio de Janeiro. 
Jugoslavien var vært for Vinter-OL 1984 i Sarajevo.

## Tidslinje for deltagelser
| Land                            | IOK-kode | Første OL      | Sidste OL      |
| ------------------------------- | -------- | -------------- | -------------- |
| Kongeriget Jugoslavien          | YUG1     | Sommer-OL 1920 | Sommer-OL 1936 |
| Jugoslavien                     | YUG1     | Vinter-OL 1948 | Vinter-OL 1992 |
| Uafhængig olympisk deltagere    | IOP      | Sommer-OL 1992 | Sommer-OL 1992 |
| Kroatien                        | CRO      | Vinter-OL 1992 | –              |
| Slovenien                       | SLO      | Vinter-OL 1992 | –              |
| Bosnien-Hercegovina             | BIH      | Sommer-OL 1992 | –              |
| Makedonien                      | MKD      | Sommer-OL 1996 | –              |
| Forbundsrepublikken Jugoslavien | YUG1     | Sommer-OL 1996 | Vinter-OL 2002 |
| Serbien og Montenegro           | SCG      | Sommer-OL 2004 | Vinter-OL 2006 |
| Serbien                         | SRB      | Sommer-OL 1912 | –              |
| Montenegro                      | MNE      | Sommer-OL 2008 | –              |
| Kosovo                          | KOS      | Sommer-OL 2016 | –              |

- 1Alle deltagerne under landskoden YUG regnes af Den Internationale Olympiske Komité som deltagelse fra samme Jugoslavien, til trods for at Forbundsrepublikken Jugoslavien kun bestod af Serbien og Montenegro.

## Medaljeoversigt
| Jugoslaviens medaljer under de olympiske sommerlege | Jugoslaviens medaljer under de olympiske sommerlege | Jugoslaviens medaljer under de olympiske sommerlege | Jugoslaviens medaljer under de olympiske sommerlege | Jugoslaviens medaljer under de olympiske sommerlege | Jugoslaviens medaljer under de olympiske sommerlege |                             | Jugoslaviens medaljer under de olympiske vinterlege | Jugoslaviens medaljer under de olympiske vinterlege | Jugoslaviens medaljer under de olympiske vinterlege | Jugoslaviens medaljer under de olympiske vinterlege | Jugoslaviens medaljer under de olympiske vinterlege | Jugoslaviens medaljer under de olympiske vinterlege |
| Lege                                                | Guld                                                | Sølv                                                | Bronze                                              | Totalt                                              | Rang                                                | Lege                        | Guld                                                | Sølv                                                | Bronze                                              | Totalt                                              | Rang                                                |                                                     |
| 1920 Antwerpen                                      | 0                                                   | 0                                                   | 0                                                   | 0                                                   | –                                                   |                             |                                                     |                                                     |                                                     |                                                     |                                                     |                                                     |
| 1924 Paris                                          | 2                                                   | 0                                                   | 0                                                   | 2                                                   | 14                                                  | 1924 Chamonix               | 0                                                   | 0                                                   | 0                                                   | 0                                                   | –                                                   |                                                     |
| 1928 Amsterdam                                      | 1                                                   | 1                                                   | 3                                                   | 5                                                   | 21                                                  | 1928 St. Moritz             | 0                                                   | 0                                                   | 0                                                   | 0                                                   | –                                                   |                                                     |
| 1932 Los Angeles                                    | 0                                                   | 0                                                   | 0                                                   | 0                                                   | –                                                   | 1932 Lake Placid            | Deltog ikke                                         | Deltog ikke                                         | Deltog ikke                                         | Deltog ikke                                         | Deltog ikke                                         |                                                     |
| 1936 Berlin                                         | 0                                                   | 1                                                   | 0                                                   | 1                                                   | 25                                                  | 1936 Garmisch-Partenkirchen | 0                                                   | 0                                                   | 0                                                   | 0                                                   | –                                                   |                                                     |
| 1948 London                                         | 0                                                   | 2                                                   | 0                                                   | 2                                                   | 24                                                  | 1948 St. Moritz             | 0                                                   | 0                                                   | 0                                                   | 0                                                   | –                                                   |                                                     |
| 1952 Helsingfors                                    | 1                                                   | 2                                                   | 0                                                   | 3                                                   | 21                                                  | 1952 Oslo                   | 0                                                   | 0                                                   | 0                                                   | 0                                                   | –                                                   |                                                     |
| 1956 Melbourne/Stockholm                            | 0                                                   | 3                                                   | 0                                                   | 3                                                   | 26                                                  | 1956 Cortina d'Ampezzo      | 0                                                   | 0                                                   | 0                                                   | 0                                                   | –                                                   |                                                     |
| 1960 Roma                                           | 1                                                   | 1                                                   | 0                                                   | 2                                                   | 18                                                  | 1960 Squaw Valley           | Deltog ikke                                         | Deltog ikke                                         | Deltog ikke                                         | Deltog ikke                                         | Deltog ikke                                         |                                                     |
| 1964 Tokyo                                          | 2                                                   | 1                                                   | 2                                                   | 5                                                   | 19                                                  | 1964 Innsbruck              | 0                                                   | 0                                                   | 0                                                   | 0                                                   | –                                                   |                                                     |
| 1968 Mexico by                                      | 3                                                   | 3                                                   | 2                                                   | 8                                                   | 16                                                  | 1968 Grenoble               | 0                                                   | 0                                                   | 0                                                   | 0                                                   | –                                                   |                                                     |
| 1972 München                                        | 2                                                   | 1                                                   | 2                                                   | 5                                                   | 20                                                  | 1972 Sapporo                | 0                                                   | 0                                                   | 0                                                   | 0                                                   | –                                                   |                                                     |
| 1976 Montréal                                       | 2                                                   | 3                                                   | 3                                                   | 8                                                   | 16                                                  | 1976 Innsbruck              | 0                                                   | 0                                                   | 0                                                   | 0                                                   | –                                                   |                                                     |
| 1980 Moskva                                         | 2                                                   | 3                                                   | 4                                                   | 9                                                   | 14                                                  | 1980 Lake Placid            | 0                                                   | 0                                                   | 0                                                   | 0                                                   | –                                                   |                                                     |
| 1984 Los Angeles                                    | 7                                                   | 4                                                   | 7                                                   | 18                                                  | 9                                                   | 1984 Sarajevo               | 0                                                   | 1                                                   | 0                                                   | 1                                                   | 14                                                  |                                                     |
| 1988 Seoul                                          | 3                                                   | 4                                                   | 5                                                   | 12                                                  | 16                                                  | 1988 Calgary                | 0                                                   | 2                                                   | 1                                                   | 3                                                   | 14                                                  |                                                     |
| 1992 Barcelona                                      | Uafhængig olympisk deltager                         | Uafhængig olympisk deltager                         | Uafhængig olympisk deltager                         | Uafhængig olympisk deltager                         | Uafhængig olympisk deltager                         | 1992 Albertville            | 0                                                   | 0                                                   | 0                                                   | 0                                                   | –                                                   |                                                     |
| 1996 Atlanta                                        | 1                                                   | 1                                                   | 2                                                   | 4                                                   | 41                                                  | 1994 Lillehammer            | 0                                                   | 0                                                   | 0                                                   | 0                                                   | –                                                   |                                                     |
| 2000 Sydney                                         | 1                                                   | 1                                                   | 1                                                   | 3                                                   | 43                                                  | 1998 Nagano                 | 0                                                   | 0                                                   | 0                                                   | 0                                                   | –                                                   |                                                     |
|                                                     |                                                     |                                                     |                                                     |                                                     |                                                     | 2002 Salt Lake City         | 0                                                   | 0                                                   | 0                                                   | 0                                                   | –                                                   |                                                     |
| Totalt                                              | 28                                                  | 31                                                  | 31                                                  | 90                                                  |                                                     | Totalt                      | 0                                                   | 3                                                   | 1                                                   | 4                                                   |                                                     |                                                     |

| Uafhængig olympisk deltageres medaljer under de olympiske sommerlege | Uafhængig olympisk deltageres medaljer under de olympiske sommerlege | Uafhængig olympisk deltageres medaljer under de olympiske sommerlege | Uafhængig olympisk deltageres medaljer under de olympiske sommerlege | Uafhængig olympisk deltageres medaljer under de olympiske sommerlege | Uafhængig olympisk deltageres medaljer under de olympiske sommerlege |
| -------------------------------------------------------------------- | -------------------------------------------------------------------- | -------------------------------------------------------------------- | -------------------------------------------------------------------- | -------------------------------------------------------------------- | -------------------------------------------------------------------- |
| Lege                                                                 | Guld                                                                 | Sølv                                                                 | Bronze                                                               | Totalt                                                               | Rang                                                                 |
| 1992 Barcelona                                                       | 0                                                                    | 1                                                                    | 2                                                                    | 3                                                                    | 44                                                                   |
| Totalt                                                               | 0                                                                    | 1                                                                    | 2                                                                    | 3                                                                    |                                                                      |